# Pablo Chico de la Cámara
Pablo Chico de la Cámara (* 7. März 1968 in Madrid) ist ein spanischer Jurist und Professor für Finanz- und Steuerrecht an der Universität Rey Juan Carlos in Madrid.

## Biografie
Er hat einen Abschluss in Jura von der Universidad Complutense de Madrid (Studium 1987–1991) und promovierte  an derselben Universität 1996. Seit 2009 ist er Professor für Finanz- und Steuerrecht an der Universidad Rey Juan Carlos de Madrid.
Chico de la Cámara war Präsident des Wirtschaftsverwaltungsgerichts der Stadt Móstoles (2005–2012) und Präsident des Wirtschaftsverwaltungsgerichts der Stadt Pozuelo de Alarcón (2017–2018). Er war Mitglied der Expertenkommission für die Erstellung des Weißbuchs zur Reform des lokalen Finanzierungssystems des Finanzministeriums (2017), Mitglied des Rates zur Verteidigung des Steuerzahlers (2012–2018), Mitglied der Studienkommission zum Gemeinschaftssteuerrecht zur Erstellung des Blauen Buchs des Finanzministeriums (2011) und Mitglied der Evaluierungskommission für die Akkreditierung von Lehrern durch die ACAP der Autonomen Gemeinschaft Madrid.
Derzeit ist er Leiter des Fachbereichs Öffentliches Recht I und Politikwissenschaft an der Universidad Rey Juan Carlos de Madrid, Mitglied der Sektion für Finanz- und Steuerrecht sowie der Sektion für Sportrecht der Real Academia de Legislación y Jurisprudencia seit 2005, Schiedsrichter am Schiedsgericht der Autonomen Gemeinschaft Madrid, Ehrenmitglied des Consejo Superior de Doctores ESERP, Direktor des Masterstudiengangs Internationale Steuerberatung ISDE Barcelona, sowie stellvertretender Direktor der Zeitschrift Tributos Locales, stellvertretender Direktor der Juristischen Zeitschrift des Sports von Thomson Reuters Aranzadi und Direktor der Zeitschrift für internationale Besteuerung und transnationale Geschäfte von Thomson Reuters Aranzadi.
Mit über 300 veröffentlichten Originalarbeiten, darunter 25 Büchern, 125 Veröffentlichungen in indexierten wissenschaftlichen Zeitschriften, von denen zwei vom Centro de Estudios Financieros ausgezeichnet wurden, und über 200 Beiträgen zu Sammelwerken ist er eine anerkannte Autorität auf seinem Gebiet.
Er hat über 300 Vorträge in Spanien und über 50 im Ausland gehalten, darunter an der Harvard University in den USA, der Universität Bari in Italien und der Päpstlichen Katholischen Universität von Rio Grande do Sul in Brasilien. Er hat auch Forschungsaufenthalte an der Universität Münster in Deutschland, am IGLP der Harvard Law School (USA), am International Bureau of Fiscal Documentation in Amsterdam und an den Universitäten von Bologna und Buconi da Milano in Italien durchgeführt.

## Werke
- Die ungerechtfertigten Vermögensgewinne in der Einkommensteuer, Ed. Marcial Pons, Madrid 1999.
- Steuern und elektronischer Handel (Mitautor Luis María Cazorla Prieto), Ed. Aranzadi, Pamplona 2000.
- Die Aussetzung der Vollstreckung von Steuerschulden mit und ohne Sicherheit außer Bürgschaft, Ed. Aranzadi, Pamplona 2001.
- Irreguläre Erträge in der wirtschaftlichen Tätigkeit im neuen Einkommensteuergesetz, Ed. Aranzadi, Pamplona 2008.
- Die Besteuerung von Anwälten (Mitautor), Ed. Aranzadi, Pamplona 2008.
- Lokale Gebühren (Herausgeber und Mitautor), Ed. Civitas, Pamplona 2011.
- Steuerliche Auswirkungen der Erweiterung der Europäischen Union (Herausgeber und Mitautor), Ed. IEF, Madrid 2011.
- Die Überprüfung von Steuerakten im lokalen Bereich, Ed. Regresa, Madrid 2012.
- Steuerbetrug nach der Reform des Strafgesetzbuchs durch das Gesetz 5/2010, Ed. Aranzadi, Pamplona 2012.
- Kommentare zum Umsatzsteuergesetz und zur Umsatzsteuerverordnung (Herausgeber und Mitautor), Ed. Civitas, Madrid 2012.
- Umweltbesteuerung: Aktuelle Probleme und Lösungen (Herausgeber und Mitautor), Ed. Civitas, Madrid 2012.
- Fiskaler Wohnsitz und andere konfliktträchtige Aspekte (Herausgeber und Mitautor), Ed. Aranzadi, Pamplona 2013.
- Lokale Steuern und das Steuersystem der Gemeinden (Herausgeber und Mitautor), Ed. Lex Nova, Valladolid 2014.
- Ein Vorschlag zur Implementierung alternativer Konfliktlösungsmaßnahmen im spanischen Steuersystem mit besonderem Bezug auf die Schiedsgerichtsbarkeit (Herausgeber und Mitautor), Ed. ePraxis, Madrid 2015.
- Die Besteuerung der Immobilienentwicklung (umfassende Studie zur Besteuerung des städtebaulichen Prozesses und Vorschläge zur Verbesserung), Ed. Tirant lo Blanch, Valencia 2016.
- Die Überprüfung von Akten im Steuerbereich (Herausgeber und Mitautor), Ed. Lex Nova, Valladolid 2016.
- Ein Vorschlag für die Einführung alternativer Konfliktlösungsmaßnahmen in unser Verwaltungs- und Steuersystem, Ed. INAP, Madrid 2017.
- Aktuelle Themen im Bereich der internationalen Besteuerung (Herausgeber und Mitautor), Ed. IEF, Madrid 2017.
- Steuerformulare (Herausgeber und Mitautor), Ed. Tirant lo Blanch, Valencia 2019.
- Alternative Konfliktlösungsmaßnahmen (ADR) in verschiedenen Bereichen der Rechtsordnung, Ed. Tirant lo Blanch, Valencia 2019.
- Kommentare zum Gesetz 11/2021 vom 9. Juli über Maßnahmen zur Vorbeugung und Bekämpfung von Steuerbetrug (Herausgeber und Mitautor), Ed. Thomson Reuters Aranzadi, Pamplona 2021.
- Die Besteuerung der Streitkräfte und der Guardia Civil (Mitautor zusammen mit Rosa Fraile Fernández), Ed. Aranzadi, Pamplona 2021.
- Praktisches Handbuch der Besteuerung, allgemeiner Teil, 1., 2., 3. und 4. Ausgabe, Ed. Centro de Estudios Financieros, Madrid 2019–2022.
- Einführung in das spanische Steuersystem (Herausgeber und Mitautor), 1.-9. Ausgabe, Ed. Thomson Reuters Aranzadi, Pamplona 2013–2022.